# Xã Amanda, Quận Allen, Ohio
Xã Amanda (tiếng Anh: Amanda Township) là một xã thuộc quận Allen, tiểu bang Ohio, Hoa Kỳ. Năm 2010, dân số của xã này là 2.071 người.